# Marie Petzoldová-Sittová
Marie Petzoldová-Sittová (Praga (Txèquia), 30 de gener, 1852 - Idem. 7 de gener, 1907), va ser una cantant d'òpera.
Va ser un dels membres destacats del Teatre Nacional de Praga. Va cantar parts de soprano. El seu marit era Václav Petzold, un hoteler i propietari del Palau Kaiserštejn a la Plaça de la Ciutat Petita. El seu art va atreure no només a una àmplia gamma d'oients, sinó també als compositors .

## Biografia
El pare de Marie Petzoldová-Sittová, era el mestre violinista de Praga Antonín Sitt i el seu germà Hans Sitt també fou un músic famós. Va ser alumna del regenschor V. Horák i F. Pivoda. Va començar com a soprano de coloratura. Bedřich Smetana la va recomanar perquè cantés els anys 1869 i 1870 al Teatre Provisional.

## Teatre
Va fer el seu debut allà en el paper de Gilda Rigoletto. Va rebre la seva formació en escenaris de teatre a Alemanya i Brno. A partir de 1873 va estar compromesa al Teatre Provisional. Tot el conjunt es va traslladar al Teatre Nacional l'any 1881, on va cantar parts de soprano. Va ser un dels principals membres del Teatre Nacional de Praga. Va actuar a moltes ciutats europees. Va començar com a soprano de coloratura, però aviat va començar a alternar papers dramàtics, lírics i de soubrette. Després del seu matrimoni amb Václav Petzold a partir de 1888, va actuar sota el nom de Marie Petzoldová-Sittová. La cantant preferia els papers tràgics i heroics. Va crear posicions esculturals per a aquestes parts dramàtiques. Les seves millors actuacions van incloure papers de Mozart, on ningú al Teatre Nacional podia igualar-la en coloratura. Bedřich Smetana va apreciar el seu talent, però va deixar clar que no es corresponia completament amb el seu ideal de cantant i actriu. El seu cant es caracteritzava per una gran emoció. Tanmateix, l'actuació de Maria va ser pobre. No obstant això, es va convertir en un ideal anomenat "Cantant Smetana".

## Òperes d'Smetana
De les òperes de Smetana, va interpretar, per exemple, com a Katuška Čertova stěna, Milada (Dalibor), Mařenka Prodaná nevěsta, Karolina i Anežka Dvě vdovy i Vendulka Hubička. Va ser la primera Libuší a l'obertura del Teatre Nacional el 1881 i a la seva reobertura el 1883.

## Repertori d'òpera mundial
Del repertori mundial va interpretar, per exemple: Donna Anna (Don Giovanni), Constance (Die Entführung aus dem Serail), Reina de la nit (La flauta màgica), Filina (Mignon), Norma, Aïda, Elizabeth (Tannhäuser), Leonora (Il trovatore), Valentina (Les Huguenots), Marguerite (Faust), Elsa (Lohengrin i altres. Marie Petzoldová-Sittová va ser membre del conjunt del Teatre Nacional fins al 1898.

## Activitats de concert
Marie Petzoldová-Sittová es va dedicar a una rica activitat concertística. Va participar en les festes de l'Art Discussion i de l'Acadèmia organitzades per l'Associació de Periodistes Txecs. El programa incloïa, per exemple, escenes de l'òpera Černohorci de Karel Bendl i la cantata Meluzina de Zdeněk Fibich. Sovint tenia obres de Bedřich Smetana al programa. Entre els concerts més interessants hi ha la interpretació del recitatiu de Fulvia i l'ària de l'òpera Euzio de Josef Mysliveček. Va cantar uns duets amb el tenor Antonín Vávra, la part de baix va ser cantada per Karel Čech. De vegades, el baríton Josef Lev actuava amb ella. Una gran celebració de Ludwig van Beethoven va ser la representació de la seva única òpera, Fidelio, el 1883. Alguns compositors van dedicar les seves obres a la cantant. Bedřich Smetana va escriure el paper de Vendulka a l'òpera Hubička directament per a Maria Sittová.

## Concerts solidaris
No es va oblidar mai dels més necessitats i va organitzar alguns concerts benèfics en benefici dels orfes, etc. Va actuar en un concert organitzat el 20 d'abril de 1879 en benefici de la finalització de St. Catedral de Vitus a Hradčany. Aquí va interpretar per primera vegada dues escenes de la propera òpera Libuš de B. Smetana.
Desavinences entre la direcció del teatre alemany i els músics durant una actuació d'una soprano txeca

Cal destacar que el preu de l'entrada dels grans concerts de cantata no només cobria les despeses ocasionades, sinó que també va ser suficient per subvencionar un altre tipus d'acte de debat, concretament els debats amb música conversa. El 1878, el comitè de Brno va decidir, a petició urgent d'alguns patriotes, abandonar el concert i organitzar una discussió amb cançons i música de conversa. El director Leoš Janáček va reclutar la solista del Teatre Nacional de Praga, Marie Petzoldová-Sittová, per al solo de soprano. La direcció del teatre alemany va intentar frustrar l'esperat gran esdeveniment musical i a última hora va revocar el permís dels membres de l'orquestra per actuar només després que hi intervinguessin personatges influents i després que es paguessin 100 zlotys al tresor del teatre es va aixecar la prohibició de l'actuació de l'orquestra.
Aparentment, Marie Petzoldová-Sittová va captivar tant el públic amb el seu art que li van perdonar les mancances d'actuació. Està enterrada al cementiri d'Olšany.